# Inspektorat Podlaski Armii Krajowej
Inspektorat Podlaski Armii Krajowej – terenowa struktura Okręgu Białystok Armii Krajowej

## Dowódcy
- mjr Stanisław Żukowski (20.04.1942 – 1945)

## Struktura organizacyjna
Organizacja w 1944:
- Obwód Bielsk Podlaski, w okresie Akcji „Burza” na jego terenie sformowano 2 pułk Ułanów Grochowskich Armii Krajowej
- Obwód Wysokie Mazowieckie, w okresie Akcji „Burza” na jego terenie formowano 76 pułk piechoty Armii Krajowej